# Dmitrij Kazionow
Dmitrij Aleksandrowicz Kazionow, ros. Дмитрий Александрович Казионов (ur. 13 maja 1984 w Moskwie) – rosyjski hokeista, reprezentant Rosji, trener.
Jego brat Dienis (ur. 1987) także został hokeistą. Obaj bracia zostali wybrani w drafcie NHL przez klub Tampa Bay Lightning.

## Kariera zawodnicza
- Dinamo Moskwa 2 (1999-2000)
- THK Twer (2000-2001)
- CSKA Moskwa (2001-2002)
- Łada Togliatti (2002-2005)
- Dinamo Moskwa (2005-2006)
- Ak Bars Kazań (2006-2011)
- Mietałłurg Magnitogorsk (2011-2014)
- Łokomotiw Jarosław (2014)
- Torpedo Niżny Nowogród (2014-2015)
- HK Soczi (2015-2016)
- Mietałłurg Magnitogorsk (2016-2017)
- Dinamo Moskwa (2017-2018)
- Siewierstal Czerepowiec (2018)

Wychowanek Dinama Moskwa. Od listopada 2011 zawodnik Mietałłurga Magnitogorsk. W kwietniu 2012 roku przedłużył kontrakt z klubem o dwa lata. Od maja do lipca 2014 zawodnik Łokomotiwu Jarosław. Od sierpnia 2014 zawodnik Torpedo Niżny Nowogród. Wraz z końcem kwietnia 2015 i wygaśnięciem kontraktu odszedł z klubu. Od czerwca 2015 zawodnik HK Soczi. Od maja 2016 wraz z bratem Dienisem został zawodnikiem Mietałłurga Magnitogorsk. Zwolniony z połowie 2017. W lipcu 2017 został ponownie graczem Dinama Moskwa. W 2018 do grudnia był zawodnikiem Siewierstali Czerepowiec.

## Kariera trenerska
W maju 2023 wszedł do sztabu trenerskiego klubu Stalnyje Lisy Magnitogorsk.

## Sukcesy
Reprezentacyjne
- Srebrny medal mistrzostw świata juniorów do lat 18: 2002

Klubowe
- Brązowy medal mistrzostw Rosji: 2003, 2004 z Ładą
- Srebrny medal mistrzostw Rosji: 2005 z Ładą, 2007 z Ak Barsem, 2017 z Mietałłurgiem Magnitogorsk
- Złoty medal mistrzostw Rosji: 2009, 2010 z Ak Barsem, 2014 z Mietałłurgiem Magnitogorsk
- Puchar Gagarina: 2009, 2010 z Ak Barsem, 2014 z Mietałłurgiem Magnitogorsk
- Puchar Mistrzów: 2006 z Dinamem, 2007 z Ak Barsem
- Puchar Kontynentalny: 2008 z Ak Barsem
- Finał o Puchar Gagarina: 2017 z Mietałłurgiem Magnitogorsk